# Carmex
Carmex (укр. Кармекс) — відомий бренд бальзамів для губ. Виробник — Carma Laboratories, Inc..

## Історія
Свою історію бренд почав ще задовго до створення компанії. Винахідник самого бальзаму для губ Альфред Вельбінг розробив власний продукт у себе вдома. Продавав він його прямо з свого багажника. А вже у 1937 році була заснована компанія Carma Laboratories, Inc. у Франкліні, штат Вісконсин (США). Тоді ж свою популярність здобув і бренд, який зберігся до цього часу — жовта упаковка з червоною кришечкою. 
У 1957 році у компанії з'явилась своя штаб-квартира у місті Воватоса, штат Вісконсин (США). 
У 1973 році до сімейного бізнесу доєднався син Альфреда — Дон Вельбінг. Він дав поштовх до механізації підприємства Carma Labs.
У 1976 році завод Carma Laboratories, Inc переїхав назад до Франкліна, де залишається і до сьогодні. Бізнес все ще веде сім'я Вельбінг. 
У 1988 році бальзам для губ почав вироблятись у тюбіках, які можна було стиснути. 

## Розповсюдження
Бренд поширений в США, Австралії, країнах Європи, Африки, Азії та Америки. 
Серед ароматів — полуниця, свіжа вишня, холодна м'ята, лісова ягода та персик-манго.
Carmex представлений у баночці, тюбику або стіку.